# Pós-comunismo
Pós-comunismo é o período de transformação ou transição política e econômica em Estados pós-soviéticos e outros ex-Estados socialistas localizados na Europa Centro-Oriental e em partes da América Latina, África e Ásia, nos quais novos governos buscavam criar economias capitalistas voltadas para o livre mercado. Entre 1989 e 1992, a governança do Partido Comunista entrou em colapso na maioria dos Estados governados por partidos comunistas. Após severas dificuldades, os partidos comunistas mantiveram o controle na China, Cuba, Laos, Coreia do Norte e Vietnã. A Iugoslávia começou a se desintegrar, o que mergulhou o país em uma longa e complexa série de guerras entre grupos étnicos e Estados-nação. Movimentos comunistas de orientação soviética entraram em colapso em países onde não estavam no controle.

## Política
As políticas da maioria dos partidos comunistas, tanto no Bloco Oriental quanto no Ocidental, foram regidas pelo exemplo da União Soviética. Na maioria dos países do Bloco Oriental, após as Revoluções de 1989 e a queda dos governos socialistas que marcaram o fim da Guerra Fria, os partidos comunistas se dividiram em duas facções: um partido social-democrata reformista e um novo partido comunista, menos reformista. Os partidos social-democratas recém-criados eram geralmente maiores e mais poderosos do que os partidos comunistas restantes — apenas na Bielorrússia, Ucrânia, Cazaquistão, Moldávia, Rússia e Tajiquistão os partidos comunistas permaneceram uma força significativa.
No Bloco Ocidental, muitos dos autodenominados partidos comunistas reagiram mudando suas políticas para um rumo social-democrata e socialista democrático. Em países como Japão, Itália e a Alemanha reunificada, o pós-comunismo é marcado pela crescente influência dos social-democratas existentes. Os partidos comunistas antissoviéticos no Bloco Ocidental (por exemplo, os partidos Trotskistas), que sentiam que a dissolução da União Soviética justificava suas visões e previsões, não prosperaram particularmente com isso — na verdade, alguns também se tornaram menos radicais.

## Economia
Vários Estados comunistas passaram por reformas econômicas, passando de uma economia de comando para uma economia mais voltada para o mercado na década de 1980, notadamente Hungria, Polônia, Bulgária e Iugoslávia. A transição econômica pós-comunista foi muito mais abrupta e visou a criação de economias plenamente capitalistas.
Todos os países envolvidos abandonaram as ferramentas tradicionais de controle econômico comunista e avançaram com mais ou menos sucesso em direção a sistemas de livre mercado. Embora alguns, como Charles Paul Lewis, enfatizem o efeito benéfico do investimento multinacional, as reformas também tiveram consequências negativas importantes que ainda estão se desenrolando. Os padrões de vida médios registraram uma queda catastrófica no início da década de 1990 em muitas partes do antigo Comecon — principalmente na antiga União Soviética — e começaram a subir novamente apenas no final da década. Algumas populações ainda estão consideravelmente piores hoje do que em 1989 (por exemplo, Moldávia e Sérvia). Outras se recuperaram consideravelmente além desse limite (por exemplo, Chéquia, Hungria e Polônia) e algumas, como Estônia, Letônia, Lituânia (os Tigres Bálticos) e Eslováquia, passaram por um milagre econômico, embora todas tenham sofrido com a recessão de 2009, exceto a Polônia, que foi um dos dois países (o outro foi a Albânia) na Europa que manteve o crescimento apesar da recessão mundial.
A economia da Armênia, assim como a de outros antigos Estados da União Soviética, sofreu as consequências de uma economia centralmente planejada e do colapso dos antigos padrões comerciais soviéticos. Outro aspecto importante para a dificuldade de se manter de pé após o colapso é que o investimento e o financiamento que vinham da União Soviética para a indústria armênia desapareceram, deixando apenas algumas grandes empresas em operação. Além disso, os efeitos do terremoto de 1988 na Armênia ainda eram sentidos. Apesar do cessar-fogo estar em vigor desde 1994, a disputa com o Azerbaijão sobre Nagorno-Karabakh não foi resolvida. Como a Armênia era fortemente dependente do fornecimento externo de energia e da maioria das matérias-primas naquela época, o fechamento resultante das fronteiras azerbaijana e turca devastou a economia. Durante 1992-1993, o PIB caiu cerca de 60% em relação ao seu pico em 1989. Poucos anos após a adoção da moeda nacional, o dram, em 1993, o país experimentou hiperinflação.
Em 2021, a maioria dos países pós-comunistas na Europa era geralmente vista como tendo economias mistas, embora alguns, como Estônia, Romênia e Eslováquia, frequentemente adotassem políticas de livre mercado mais tradicionais, como alíquotas fixas de impostos (flat-rate tax), do que o Bloco Ocidental. Um desafio fundamental nas economias pós-comunistas é que pressões institucionais que refletem a lógica do capitalismo e da democracia são exercidas sobre organizações, incluindo empresas e agências governamentais, que foram criadas sob o comunismo e que até hoje são administradas por gestores socializados nesse contexto, resultando em grande tensão contínua nas organizações em Estados pós-comunistas.